# Слешдот-эффект
Слэшдо́т-эффе́кт (англ. Slashdot effect) — мощный всплеск посещаемости веб-сайта, обычно небольшого, после того, как ссылка на этот ресурс появлялась на ленте новостей популярного сетевого издания или блога. Термин, да и само явление, появились благодаря популярному информационному технологическому блогу Slashdot. Именно тогда был впервые замечен данный феномен, который часто проявляется и сейчас.

## Описание
Для данного эффекта характерно, что гигантский наплыв трафика нарастает стремительно, фактически превращаясь в DDoS-атаку, так что сайт, который не рассчитан на такое количество посетителей, очень быстро становится недоступным или доступ к нему затрудняется из-за перегруженности сервера или недостаточной пропускной способности каналов связи. Раньше, когда инфраструктура интернета была менее развитой, данный феномен встречался гораздо чаще, но и теперь он может проявляться в полной мере.
Слэшдот-эффект обладает столь разрушительной силой из-за временно́го фактора. Как только ссылка публикуется на сайте, множество читателей сразу же идут по ней. Трафик может достигать нескольких сотен тысяч хитов в минуту.
Крупные новостные и корпоративные веб-сайты обычно не подвержены слэшдот-эффекту, потому что они изначально рассчитывались на обслуживание большого количества посетителей. Жертвами чаще всего становятся небольшие сайты на частных хостингах или сайты, выложившие популярный мультимедийный контент (музыка, кино). Такие сайты становятся недоступными уже через несколько минут после того как их упомянут на ленте новостей.
Аномально высокий трафик обычно наблюдается в течение 12-18 часов, пока новость со ссылкой на сайт находится на первой странице популярного интернет-издания. По-настоящему феноменальный трафик обычно наблюдается лишь в течение нескольких десятков минут или нескольких часов. Бывают исключения, когда слэшдот-эффект проявляет себя более длительное время. Это бывает в исключительных случаях, после появления в Сети действительно сенсационных и эксклюзивных материалов.
Слэшдот-эффект имеет положительные и отрицательные стороны. Наплыв посетителей положительно сказывается на популярности сайта, но резкий всплеск посещаемости может повлечь за собой эффект DDoS-атаки. Если у сайта есть инфраструктура для организации сообщества (форум, блог, ньюсгруппа или чат), то регистрация огромного количества новых пользователей нарушает внутреннюю организацию сообщества и вызывает вандализм и постоянные провокации.

## Похожие термины
На некоторых популярных сайтах используются другие термины для обозначения слэшдот-эффекта, например, Reddit-эффект, Digg-эффект, Хабраэффект или ЛОР-эффект.
Альтернативным наименованием для слэшдот-эффекта является термин «мгновенная толпа» (англ. flash crowd), по одноимённому (в другом переводе — «Безумная толпа») рассказу фантаста Ларри Нивена, в котором тот описывает, как мгновенная телепортация позволяла огромным количествам людей появляться почти мгновенно в любом месте мира, где происходит действие, достойное внимания. Толпа на месте действия появлялась сразу после того, как информация о событии была опубликована в СМИ.